# Lucas Auer
Lucas Auer, född den 11 september 1994 i Tyrolen, är en österrikisk professionell racerförare och fabriksförare för Mercedes-AMG i bl.a. DTM.
Auer är nära släkting med Gerhard Berger.
Han har tagit flera topplaceringar i olika formelbilmästerskap, bland annat mästerskapsseger i Formula BMW Pacific 2011, andraplats i det tyska F3-mästerskapet 2012 bakom Jimmy Eriksson, och två fjärdeplatser i European Formula Three Championship 2013 och 2014.
Inför 2015 bytte han till DTM där han sedan dess kör för Mercedes-AMG.

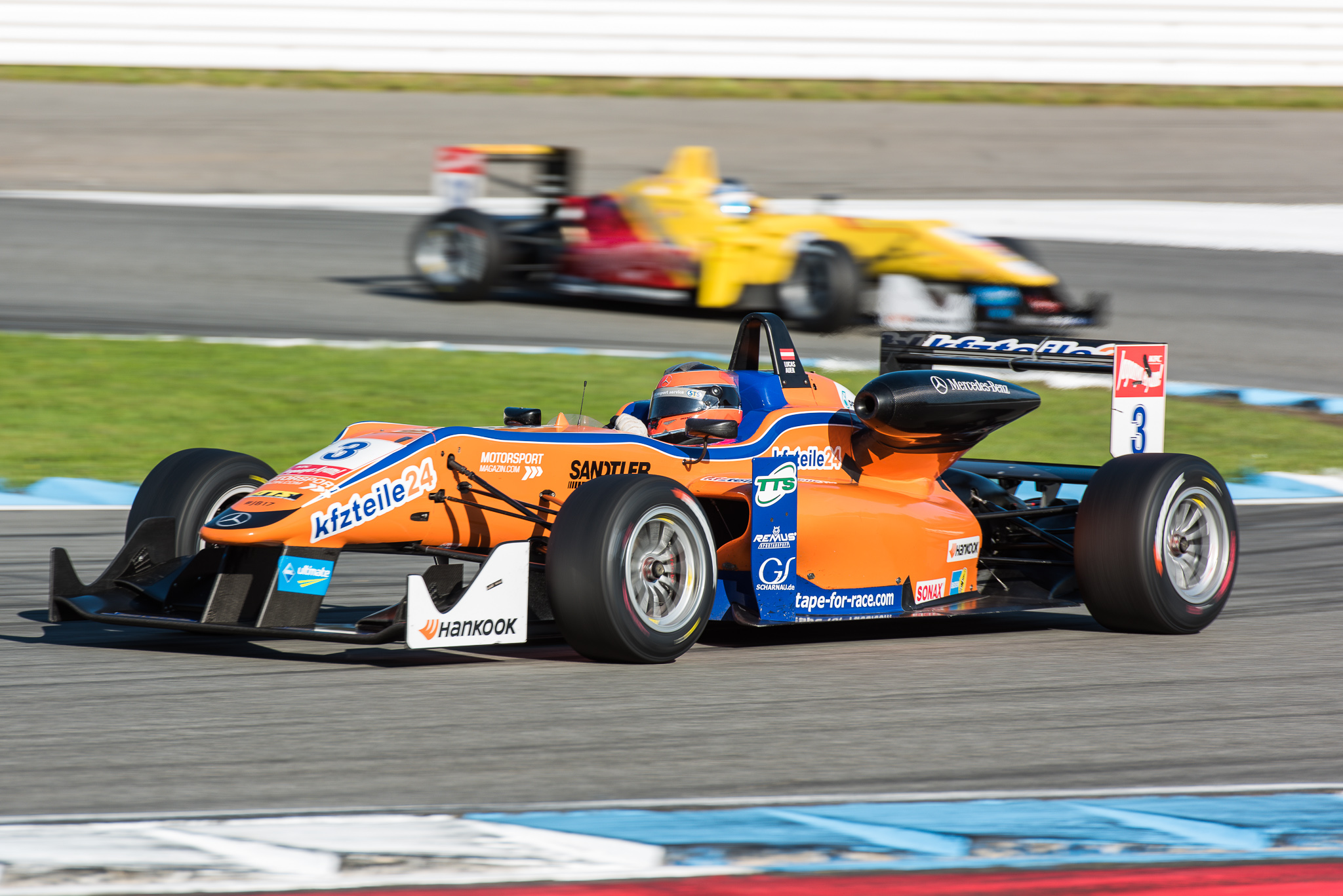
Lucas Auer i European Formula Three Championship på Hockenheimring.